# Балтер, Борис Исаакович
Борис Исаакович Балтер (6 июля 1919, Самарканд, Туркестанская АССР, РСФСР — 8 июня 1974, Вертошино, Рузский район, Московская область, РСФСР, СССР) — русский советский писатель, переводчик и сценарист. Наиболее известен как автор автобиографической повести «До свидания, мальчики!» (1962).

## Жизнь и творчество
Балтер рассказывал, что его отец был георгиевским кавалером, героем войны с японцами. Окончил школу в Евпатории. В 1936 послан в ленинградское, а с 1938 — в киевское военное училище; офицером участвовал в Советско-финской и Великой Отечественной войне; тогда же вступил в ВКП(б):
В феврале 1942 года под Новоржевом 357-я стрелковая дивизия попала в окружение. В этой обстановке самой большой опасности подвергались коммунисты, войсковые разведчики и евреи. Я был начальником разведки дивизии и евреем. Тяжело раненный, я вступил в партию.
По словам Б. Сарнова, Балтер «вывел полк из окружения, был командиром полка, закончил войну майором». В 1945—1946 годах был слушателем Военной академии им. М. В. Фрунзе, но вынужден был отказаться от военной карьеры из-за волны антисемитизма (официально уволен по болезни).
С 1948 учился и в 1953 окончил Литературный институт, где занимался, в частности, в семинаре К. Паустовского, с которым сохранил дружеские отношения. Балтеру принадлежала инициатива издания сборника «Тарусские страницы», выпущенного Паустовским в 1961 году.
Ещё до окончания института в 1952 году в альманахе «Владимир» выходит первая повесть Б. Балтера «Первые дни» о начале войны. В 1953 году эта повесть вошла в отдельный сборник прозы писателя.
С 1953 Балтер на протяжении нескольких лет руководил литературным отделом Хакасского НИИ языка, литературы и истории в Абакане, переводил сказки с хакасского языка. Результатом этой работы стали книги «Хакасские народные сказки» и два сборника исторических повестей о прошлом хакасского народа — «Степные курганы» и «О чём молчат камни». Все три книги вышли в переводе, литературной обработке и с предисловием Балтера.
Главное произведение Балтера — в немалой степени автобиографическая повесть «Трое из одного города» (1961), позднее переработанная в «До свидания, мальчики!» (1962). Балтер взял название из песни своего приятеля Булата Окуджавы. В 1964 году в соавторстве с В. Токаревым написал по мотивам повести сначала пьесу, а потом и сценарий фильма.
В октябре 1965 года в 10-м номере журнала «Юность» был напечатан рассказ Балтера «Проездом». Это была последняя прижизненная публикация писателя в популярном журнале. Почти через четверть века, в 1989 году, журнал «Юность» посмертно опубликовал незаконченную повесть Бориса Балтера «Самарканд».
В 1968 году Балтер, живший в Москве, был исключён из Коммунистической партии после того, как подписал письмо в защиту Ю. Галанскова и А. Гинзбурга. До конца жизни он занимался переводами с узбекского и таджикского языков.
Скончался после двух инфарктов от сердечного приступа в деревне Вертошино Рузского района Московской области, где у него был дом. Похоронен на кладбище в посёлке Старая Руза. Окуджава отозвался на его смерть стихотворением «Не всё ль равно, что нас сведёт в могилу…»

## Сочинения
- Первые дни. — Владимир, 1953.
- До свидания, мальчики! — М., 1963.
- О чём молчат камни. — Красноярск, 1964.
- До свидания, мальчики! — М., 1965.

Сценарий фильма «До свидания, мальчики» (1964) (совместно с Михаилом Каликом)
Борис Исаакович — соавтор сценария к кинофильму «Не пройдет и года…» (совместно с В. Н. Войновичем).